# Buffert (datalogi)
En buffert (även köminne) är ett minne som används för att utjämna skillnader i ojämna överföringshastigheter. Exempelvis ett modem behöver en jämn dataström för att fungera optimalt. Genom att buffra dataströmmen kan man uppnå en jämnare hastighet och därmed bättre överföringskvalitet. Till detta ändamål används en FIFO-buffert (First In First Out). Med buffert kan man också mena minnesutrymme som annars används tillfälligt för att lagra data.
En datorstack är också en typ av buffert.